# Vutcani
Vutcani é uma comuna romena localizada no distrito de Vaslui, na região de Moldávia. A comuna possui uma área de 68.05 km² e sua população era de 2270 habitantes segundo o censo de 2007.